# لاپانقوری
لاپانقوری (گرجی: ლაფანყური) یک روستا در شهرداری تلاوی در گرجستان است. این روستا در نزدیکی رود آلازانی قرار گرفته است.

## نام
به احتمال زیاد، نام لاپانقوری از نام گیاه لرگ که در گرجی لاپانی گفته می‌شود و پیرامون روستا وجود دارد، گرفته شده است.

## مردم
| سرشماری | جمعیت |
| ------- | ----- |
| ۲۰۰۲    | ۹۰۴   |
| ۲۰۱۴    | ۶۲۰   |

## نگارخانه

کلیسا
پل روی رودخانه لوپوتا
نمایی از روستا